# أندرو تومسون (مؤرخ)
أندرو تومسون (بالإنجليزية: Andrew Thomson)‏ هو مؤرخ بريطاني، ولد في 26 يناير 1936 في ستوكتون أون تيز ‏ في المملكة المتحدة، وتوفي في 26 ديسمبر 2014 في Paihia ‏ في نيوزيلندا بسبب انصمام رئوي.